# Weßlinger See
Der Weßlinger See ist ein See ohne natürlichen Zu- oder Abfluss in Weßling im Landkreis Starnberg in Bayern.

## Entstehung
Sein Ursprung ist in der eiszeitlichen Prägung der Region begründet. Er entstand vermutlich als Toteisloch während der Würmeiszeit, als ein Teil der Gletscherzunge, die die Becken von Ammersee und Starnberger See ausgrub, abbrach und das Eisstück von der Dynamik der Eismasse unter dem Eisstrom untergegraben wurde. Durch das Gewicht des Gletschers drückte es sich tief unter der Sohle in das Sedimentgestein und wurde mit mitgeführten Sedimenten überdeckt. Als die Gletscherzungen schmolzen, blieb diese Vertiefung, die das zeitlich versetzt später schmelzende Toteis schuf, da es durch die dicke Sedimentschicht überdeckt der Sonneneinstrahlung und deren Strahlungswärme nicht direkt zugänglich war, als nahezu kreisrunder See, ein sogenanntes Soll, erhalten.

## Umweltbedingungen

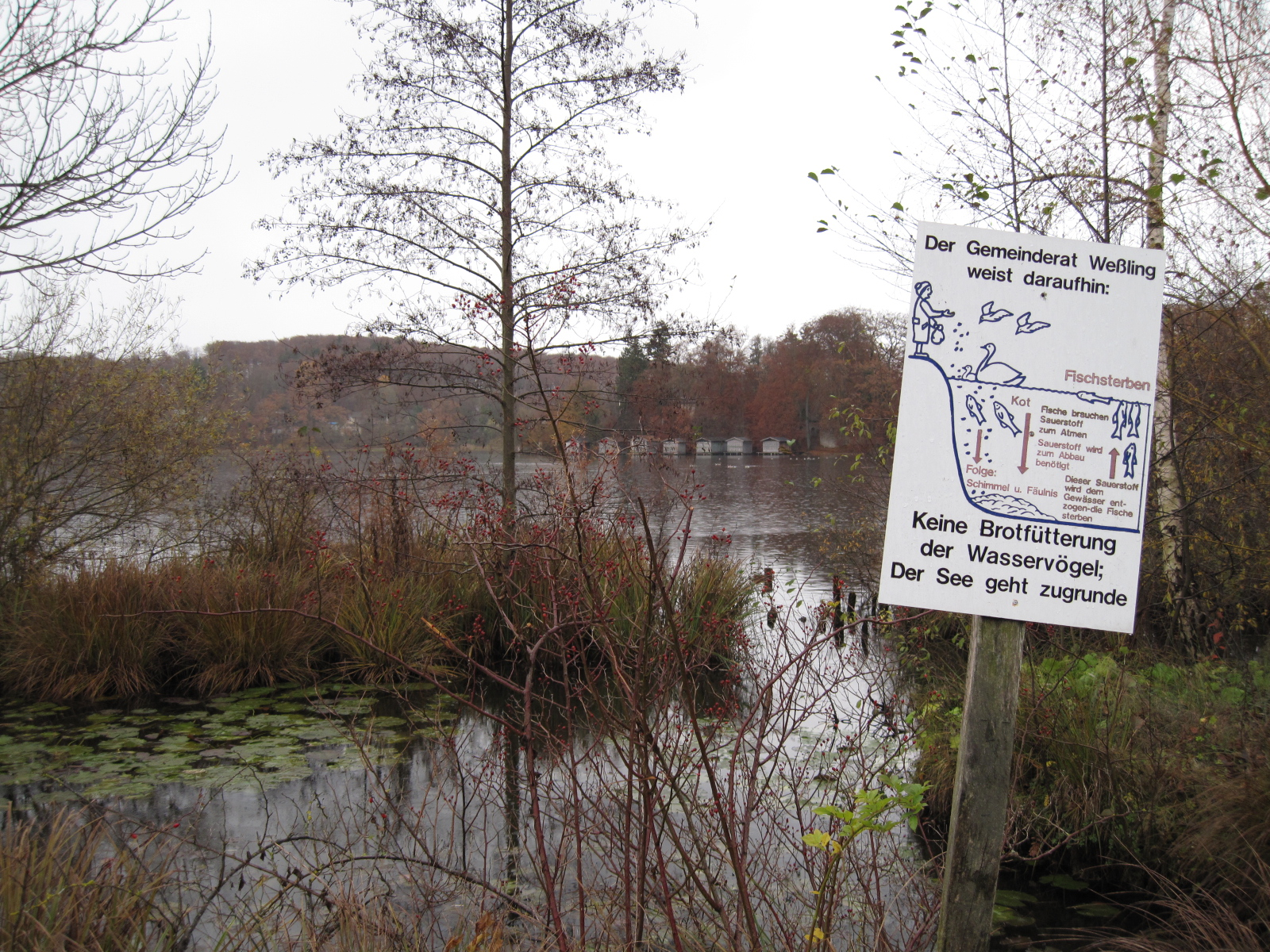
See mit Infotafel zur ökologischen Lage.

Der Weßlinger See ist ein abflussloser See. Das heißt, er besitzt keine natürlichen Zu- oder Abflüsse und wird ausschließlich durch unterirdische Quellen gespeist. Fische starben früher zuweilen infolge Sauerstoffmangels. Dieser wurde durch einen starken Badeverkehr und durch eine intensive Landwirtschaft, die die umliegenden Felder in hohem Maße düngte, begünstigt. Um den See vor dem endgültigen Umkippen zu bewahren, wurde Ende der 1970er Jahre eine Sauerstoffpumpe in die Seemitte eingesetzt, die mit Sauerstoff angereicherte Druckluft in den See pumpt und so das Tiefenwasser belüftet. Ähnlich einem Geysir lässt sie in einem festen Zeitrhythmus einen Wasserstrahl in die Höhe schießen. Die Anlage wurde im Herbst 2022 wegen Geldmangel nach Rücksprache mit dem Wasserwirtschaftsamt vorübergehend abgeschaltet. Im Frühjahr 2023 wurde die Anlage nach dem Bitten der Bürger wieder in Betrieb genommen. Die Bürger hatten zuvor über 9000 Euro gespendet.

## Eigentumsverhältnisse
Früher war der See im Eigentum des Grafen Toerring zu Seefeld. 1968 verkaufte er ihn an die Gemeinde Weßling für 200.000 Deutsche Mark.

## Rezeption
Der Weßlinger See ist Schauplatz des Buches Seeliebe und Zeilenflimmern von Madita Tietgen aus der Reihe „Liebe im Fünfseenland“.